# Transitorische ischämische Attacke
Eine transitorische ischämische Attacke (TIA), in der Schweiz Streifung genannt, ist eine Durchblutungsstörung des Gehirns, welche neurologische Ausfallserscheinungen hervorruft, die sich innerhalb von einer Stunde vollständig zurückbilden. Früher wurde dieser Zeitraum mit höchstens 24 Stunden definiert.
Die Definition der TIA unterliegt aktuell einer noch nicht abgeschlossenen Diskussion. Oftmals wird auch heute noch das Zeitfenster von 24 Stunden genannt, beispielsweise in der Leitlinie Schlaganfall der deutschen Gesellschaft für Allgemeinmedizin und Familienmedizin, Stand 2012.
Bildet sich die Symptomatik nicht vollständig zurück, so handelt es sich definitionsgemäß um einen ischämischen Schlaganfall (Hirninfarkt). Die TIA gilt als typischer Vorläufer eines Hirninfarkts.

## Ursache
Bei Anwendung empfindlicher Untersuchungsmethoden stellt man heute fest, dass viele transitorische ischämische Attacken tatsächlich durch kleine Schlaganfälle verursacht sind, insbesondere, wenn die Symptome länger als 30 Minuten andauern. Deshalb ist auch die früher gebräuchliche Bezeichnung PRIND (Prolongiertes reversibles ischämisches neurologisches Defizit) für eine „Zwischenstufe“ zwischen TIA und Schlaganfall nicht mehr üblich, da in diesen Fällen immer ein „vollendeter“ Schlaganfall vorliegt.
Die aktuellere Bezeichnung für ein PRIND ist der Minor Stroke (Passagere Ischämie des Gehirns mit eher leichten motorischen bzw. sensiblen Ausfällen, die sich innerhalb von 7 Tagen zurückbilden).
Die Ursachen von TIA entsprechen demzufolge weitgehend denen des Schlaganfalls (siehe dort). Daneben treten TIA gelegentlich auch bei anderen Erkrankungen auf, etwa bei der Migräne (hemiplegische Migräne). Im Unterschied zum Schlaganfall treten die Ausfälle bei der Migräne jedoch nicht schlagartig und gleichzeitig auf, sondern typischerweise nacheinander. Oft wird auch trotz gründlicher Diagnostik keine Ursache für eine TIA gefunden.

## Symptome
Die Symptome der TIA gleichen denen des Schlaganfalls, besonders typisch sind halbseitige Lähmungen von Arm und/oder Bein (Hemiplegie oder Hemiparese), Sprachstörungen (Aphasie), Sprechstörungen (Dysarthrie) und (eventuell halbseitige) Sehstörungen (flüchtige Erblindung). Eine TIA dauert definitionsgemäß nicht länger als eine Stunde; bis dahin haben sich alle Symptome zurückgebildet. In den Leitlinien der Deutschen Gesellschaft für Neurologie von 2005 wird vertreten, dass die klassische Differenzierung von transitorisch ischämischen Attacken und vollendeten ischämischen Schlaganfällen als überholt gelte und beides im Wesentlichen gleich zu behandeln sei.
Die Diagnostik der TIA ist aber nicht nur durch die kurze Dauer der Symptome, sondern auch durch mehrere mögliche Differentialdiagnosen erschwert. Meist sind die Symptome bei Einlieferung ins Krankenhaus schon abgeklungen und auch bildgebende Verfahren können keine eindeutige Diagnose liefern, wobei das MRT mit Diffusionsgewichtung (50 % Sensitivität) die beste Untersuchung darstellt.

## Therapie
Im Akutstadium (solange die Symptome noch bestehen) kann zwischen einer TIA und einem Schlaganfall nicht unterschieden werden. Die Akutbehandlung muss sich deshalb am Vorgehen beim Schlaganfall orientieren; insbesondere ist eine rasche Diagnose zwingend, die deshalb vorzugsweise in einer Stroke Unit erfolgen sollte.
Im weiteren Verlauf (nach Abklingen der Symptome) ist besonders darauf zu achten, dass transitorische ischämische Attacken häufig als Vorboten eines „großen“ Schlaganfalls auftreten, bei 10–30 % der Betroffenen folgt ein solcher innerhalb der nächsten 5 Jahre. Dies gilt besonders in den ersten drei Tagen nach einer TIA, bei einer Symptomdauer von über zehn Minuten und bei Patienten, die älter als 60 Jahre sind. Zur Risikoabschätzung kann der ABCD2-Score nützlich sein. Patienten mit Lähmungen oder Sprachstörungen sind gefährdeter als solche mit Sehstörungen. Einige der Ursachen von TIA und Schlaganfall können mit Erfolg behandelt werden. So werden z. B. gerinnungshemmende Medikamente bei Vorhofflimmern bzw. Arteriosklerose der Halsschlagader eingesetzt. Bei hochgradigen Verengungen der hirnversorgenden Gefäße kann die Durchblutung mit einer Operation wieder verbessert werden. Bei Patienten nach TIA sind diese Behandlungsmaßnahmen oft besonders nützlich, da sie unbehandelt ein erhöhtes Schlaganfallrisiko aufweisen.
Eine Pilotstudie in den Vereinigten Staaten, bei der Patienten durch Einbringen eines Gefäßstents nach einer TIA vor einem Schlaganfall geschützt werden sollten, wurde aufgrund dreifach erhöhten Schlaganfallrisikos in der Rekrutierungsphase 2015 abgebrochen.